# 화포항
화포항은 전라남도 순천시 별량면 학산리에 위치한 어항이다. 1972년 3월 7일 지방어항으로 지정하여 관리하고 있다. 시설관리자는 순천시장이다.

## 어항 연혁
마을 사람들은 마을 앞 바닷가에 진달래꽃이 만발한 것 같아 화포라 부르게 되었다고 하며, 뒷산이 소가 우는 형국이라 하여 '쇠우리', '쇠리'라고 했다고 한다. 화포는 바다쪽으로 튀어 나간 '곶등에 있는 개' 즉 '곶등 갯마을'이란 듯을 가지고 있다.

## 어항 구역
본 항의 어항구역은 다음과 같다.
- 수역: 별량면 학산리 화포꽃등 끝 기점에서 동측으로 100m, 동기점에서 남방향으로 200m, 동지점 서방으로 200m 지점에서 육상 150m 선내 구역(20,800m2)

## 어항 시설
- 물량장 125m, 방파제 111m

## 기본 계획
- 물량장 160m, 방파제 410m

## 정비 계획
- 물량장 160m, 방파제 410m

## 주요 어종
- 문절망둥어, 숭어, 짱뚱어, 낙지, 게